# بنجامين أوليفيراس
بنجامين أوليفيراس (7 فبراير 1981

في بيربينيان) (بالفرنسية: Benjamin Oliveras)‏هو لاعب كرة قدم فرنسي يلعب حاليا لصالح نادي الدرجة الثانية أرليه أفينيون الفرنسي منذ 2007 في خط الدفاع .
سبق لأوليفيراس اللعب في أندية بوردو (2000-2002) تريليساك (2002-2003) ريمس (2003-2004) نيم (2004-2007) .
ساهم أوليفيراس في تتويج نادي ريمس ببطولة دوري الدرجة الوطنية في موسم 2003/2004 .

## روابط خارجية
- بنجامين أوليفيراس على موقع رابطة كرة القدم الفرنسية للمحترفين (الإنجليزية)
- بنجامين أوليفيراس على موقع قاعدة بيانات كرة القدم.إي يو (الإنجليزية)
- بنجامين أوليفيراس على موقع كووورة